# Kento Yamazaki
Kento Yamazaki (山﨑 賢人, Yamazaki Kento; nascido em 7 de setembro de 1994) é um ator e modelo japonês. Ele é mais conhecido por seus papéis nos filmes Orange (2015) e Kingudamu (2019), bem como nas séries de TV Death Note (2015), Good Doctor (2018) e Alice in Borderland (2020–presente). Ele está sob a agência de talentos japonesa Stardust Promotion.

## Início da vida
Kento Yamazaki nasceu em Itabashi, Tóquio em uma família de classe média. Ele morava com o pai, a 
mãe e o irmão mais velho. Como um ávido fã de Futebol, ele praticou o esporte desde a 2ª série até o 3º ano do ensino médio. Ele também sonhava em ser jogador de futebol ou treinador da Seleção Japonesa de Futebol. Sua primeira oferta de modelo veio durante seu terceiro ano do ensino médio, quando ele foi descoberto por sua agência atual em frente à loja DAISO na Rua Takeshita, Harajuku enquanto voltava para casa depois de uma partida de futebol. Ele trabalhou como modelo para a revista Pichi Lemon de 2009 a 2011 e teve sua estreia como ator na série de TV Atami no Sôsakan (2010). 

## Carreira
Yamazaki fez sua estreia como ator em 2010, quando foi escalado para a série de TV Atami no Sousakan como um misterioso estudante do ensino médio. Isso foi seguido por um papel coadjuvante na série de TV Clone Baby, onde ele interpretou um hacker.
O primeiro filme de Yamazaki foi Control Tower, lançado em abril de 2011. Ele cantou e tocou violão no filme, e sua atuação foi bem recebida. No ano seguinte, ele apareceu em The Wings of the Kirin e como protagonista no thriller de terror Another, trabalhando com a co-estrela da Control Tower, Ai Hashimoto, pela segunda vez. Posteriormente, ele foi escalado para os seguintes filmes: The Chasing World 3, e o live-action de Kyō, Koi o Hajimemasu. Em 2013, protagonizou um filme com temática LGBT, Sato Family Breakfast, que foi ao ar na TV (BS Japão). Em 2014, ele protagonizou o filme baseado no popular mangá de mesmo nome L-DK. O filme alavancou sua carreira, lhe rendendo maior atenção do público. No mesmo ano, atuou em três séries , incluindo Baseball Brainiacs, onde foi escalado com os atores Sota Fukushi e Yuto Nakajima e Water Polo Yankees, também junto de Nakaijima. Ele também fez sua estreia nos palcos como protagonista principal Inuzuka Shino em Satomi Hakkenden. Em 2015, ele desempenhou o papel principal em Orange ao lado de Tao Tsuchiya. O filme foi um grande sucesso, arrecadando quase US$ 28 milhões e se tornando o nono filme japonês de maior bilheteria de 2016. Ele também foi escalado no live-action do popular mangá de romance Heroine Shikkaku ao lado de Mirei Kiritani . Desses dois filmes, ele ganhou o 39º Prêmio da Academia do Japão para Estreantes do Ano e também foi indicado ao Hochi Film Awards de 2016. Nesse mesmo ano, ele apareceu na adaptação televisiva live-action do famoso mangá e anime Death Note como L e na novela Mare, protagonizada pela já citada Tao Tsuchiya. 
Em 2016, Yamazaki foi escalado para a adaptação live-action Shigatsu Kimi no Uso, onde desempenhou o papel de Kosei Arima, um pianista talentoso, ao lado de Suzu Hirose, que interpretou a violinista Kaori Miyazono. Para esse papel, Yamazaki teve que aprender piano e praticar por seis meses antes do início das filmagens. Depois disso, ele foi escalado para a live-action de Ōkami Shōjo to Kuro Ōji e para a série televisiva A Girl & Three Sweethearts, ao lado da já citada Mirei Kiritani. Yamazaki também foi escolhido para estrelar um curta-metragem especial para comemorar o 10º aniversário do mangá Kingdom de Yasuhisa Hara como o personagem principal, Li Shin. Ele reprisou seu papel no live-action longa-metragem lançado em 19 de abril de 2019. Em 2017, ele co-estrelou com Haruna Kawaguchi em One Week Friends. O filme recebeu avaliações positivas da crítica, que elogiou principalmente Yamazaki por retratar com sucesso a alegre e amigável Yuki Hase. Depois, ele apareceu em mais alguns filmes de live-action : JoJo's Bizarre Adventure: Diamond Is Unbreakable Chapter I, Psychic Kusuo: The Disastrous Life of Saiki K. e Hyouka: Forbidden Secrets. No final de 2017, ele estrelou a série de TV Rikuoh.
Em janeiro de 2018, Yamazaki desempenhou o papel principal de um notório anfitrião de host club no drama de inverno da NTV Todome no Kiss, seu primeiro papel principal em um drama, que também estrelou Mugi Kadowaki, Mackenyu e Masaki Suda. Seu filme A Forest of Wool and Steel também foi lançado, onde ele interpretou um afinador de piano. Para se preparar, Yamazaki morou em Hokkaido para aprender e praticar afinação de piano. O Imperador e a Imperatriz do Japão assistiram a uma exibição especial do filme e conheceram o elenco. No verão de 2018, Yamazaki foi escalado para a série de TV Good Doctor. Baseado no drama coreano de mesmo nome de 2013, conta a história de um jovem autista que se torna cirurgião pediátrico. O drama recebeu uma resposta positiva dos telespectadores, e foi a primeira vez que ele atuou como médico e assumiu um papel menos convencional. Isso lhe rendeu o Television Drama Academy Award de Melhor Ator.
Em fevereiro de 2020, Yamazaki estrelou o filme live action de Wotakoi: Love is Hard for Otaku. Ele desempenhou o papel principal de Hirotaka Nifuji, um adulto distante e trabalhador que é um grande fã de videogames e o interesse amoroso de Narumi Momose, interpretado por Mitsuki Takahata. Ele também estrelou Theatre: a Love Story como Nagata, um ansioso e conturbado dramaturgo que se envolve com Saki, uma doce e otimista estudante de moda, interpretada por Mayu Matsuoka. Em 2021, ele estrelou o drama de ficção científica The Door into Summer, vagamente baseado no livro de mesmo nome. No ano seguinte, 2022, ele reprisou seu papel como Li Shin em Kingdom 2: Far and Away. No mesmo ano, foi escalado para o papel principal da série dramática de TV Atom’s Last Shot como Nayuta, um desenvolvedor de jogos indie.
Em 2023, voltou a interpretar Shin no filme Kingdom III: A chama do Destino, o terceiro live-action baseado na série de mangá. Seu próximo filme será o longa-metragem live-action de Golden Kamuy, que está previsto para estrear em janeiro de 2024. Ele interpreta o personagem principal Sugimoto, um veterano da Guerra Russo-Japonesa do início do século XX e sua busca para encontrar uma enorme fortuna em ouro do povo Ainu, ajudado por uma jovem Ainu chamada Asirpa, interpretada por Anna Yamada.
Ele é atualmente conhecido por seu papel principal como Ryohei Arisu na adaptação da Netflix de Alice in Borderland, que estreou em 10 de dezembro de 2020, onde foi recebida com críticas positivas de espectadores e críticos profissionais por seu visual, cinematografia, edição e uso de violência gráfica, com alguns comparando a série aos filmes Battle Royale (2000) e Cubo (1997). A série marcaria sua terceira obra ao lado da atriz Tao Tsuchiya Duas semanas após o lançamento da primeira temporada, a Netflix anunciou uma segunda temporada da série. Em 27 de setembro de 2023, a série foi renovada para uma terceira temporada.

## Filmografia

### Televisão
| Ano       | Titulo                                          | Papel            | Rede     | Notas              | Ref.   |
| --------- | ----------------------------------------------- | ---------------- | -------- | ------------------ | ------ |
| 2010      | Atami no Sousakan                               | Shinya Shijima   | TV Asahi |                    | [ 22 ] |
| 2010      | Clone Baby                                      | Jōtarō Okabe     | TBS      |                    | [ 23 ] |
| 2011      | Runaways: For Your Love                         | Panda            | TBS      |                    | [ 24 ] |
| 2012      | Miss Double Faced Teacher                       | Shunsuke Yasuda  | TBS      |                    | [ 3 ]  |
| 2013      | 35-sai no Koukousei                             | Ryo Akutsu       | NTV      |                    | [ 25 ] |
| 2013      | Sato Family's Breakfast, Suzuki Family's Dinner | Takumi Sato      | TV Tokyo | Telefilme          | [ 26 ] |
| 2014      | Team Batista 4: Raden Meikyu                    | Aoi Sakuranomiya | Fuji TV  |                    | [ 27 ] |
| 2014      | Water Polo Yankees                              | Ryuji Mifune     | Fuji TV  |                    | [ 28 ] |
| 2014      | Baseball Brainiacs                              | Kōki Ebato       | NTV      |                    | [ 29 ] |
| 2015      | Mare                                            | Keita Kontani    | NHK      | Asadora            | [ 30 ] |
| 2015      | Eternal Us Sea Side Blue                        | Taku Nagata      | NTV      | Telefilme          | [ 31 ] |
| 2015      | Death Note                                      | L                | NTV      |                    | [ 32 ] |
| 2016      | Sukinahito ga Iru Koto                          | Kanata Shibasaki | Fuji TV  |                    | [ 33 ] |
| 2017      | Rikuoh                                          | Daichi Miyazawa  | TBS      |                    | [ 34 ] |
| 2018      | Todome no Kiss                                  | Ōtarō Dōjima     | NTV      | Papel Principal    | [ 35 ] |
| 2018      | Good Doctor                                     | Minato Shindō    | Fuji TV  | Papel Principal    | [ 36 ] |
| 2018      | Kyō Kara Ore Wa!!                               | Katori           | NTV      | Episódio 10; cameo | [ 37 ] |
| 2019      | Time Limit Investigator 2019                    | Shota Amaya      | TV Asahi | Episódio 8         | [ 38 ] |
| 2020      | Only I Am 17 Years Old                          | [Passer-by]      | Abema TV | Episódio 4; cameo  | [ 39 ] |
| 2020–2022 | Alice in Borderland                             | Ryōhei Arisu     | Netflix  | Papel Principal    | [ 40 ] |
| 2022      | Atom's Last Shot                                | Nayuta Azumi     | TBS      | Papel Principal    | [ 41 ] |

### Filmes
| Ano  | Título em japonês                                          | Título em inglês               | Papel              |
| ---- | ---------------------------------------------------------- | ------------------------------ | ------------------ |
| 2011 | Kanseitou                                                  | Control Tower                  | Kakeru             |
| 2012 | Kirin no Tsubasa: Gekijoban Shinzanmono                    | The Wings of the Kirin         | Tatsuya Sugino     |
| 2012 | Riaru Onigokko 3                                           | The Chasing World 3            | Suguru             |
| 2012 | Riaru Onigokko 5                                           | The Chasing World 5            | Suguru             |
| 2012 | Another                                                    | Another                        | Koichi Sakakibara  |
| 2012 | Kyo, Koi wo Hajimemasu                                     | Love for Beginners             | Nishiki Hasegawa   |
| 2013 | Jinkusu!!!                                                 | Jinx!!!                        | Yusuke Nomura      |
| 2014 | L-DK                                                       |                                | Shūsei Kugayama    |
| 2015 | Heroine Shikkaku                                           | No Longer Heroine              | Rita Terasaka      |
| 2015 | Orange                                                     |                                | Kakeru Naruse      |
| 2016 | Shigatsu wa Kimi no Uso                                    | Your Lie in April              | Kōsei Arima        |
| 2016 | Okami Shojo to Kuro Oji                                    | Wolf Girl and Black Prince     | Kyouya Sata        |
| 2017 | Isshukan Furenzu                                           | One Week Friends               | Yūki Hase          |
| 2017 | Saiki Kusuo no Sainan                                      | The Disastrous Life of Saiki K | Kusuo Saiki        |
| 2017 | Jojo no Kimyona Boken Daiyamondo wa Kudakenai Dai Ichi sho | JoJo's Bizarre Adventure       | Josuke Higashikata |
| 2017 | Hyoka                                                      |                                | Hotaro Oreki       |
| 2018 | Hitsuji to Hagane no Mori                                  | A Forest of Wool and Steel     | Naoki Tomura       |